# Nueva Izquierda (concepto)

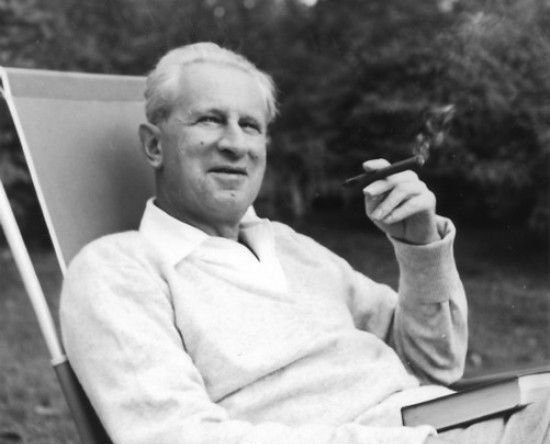
Herbert Marcuse, adscripto a la Escuela de Frankfurt de Teoría Crítica, es considerado el padre de la "nueva izquierda".

Nueva Izquierda o New Left fue un amplio término político utilizado principalmente en las décadas de 1960 y 1970 para movimientos compuestos por activistas en el mundo occidental que hicieron campaña por una amplia gama de cuestiones sociales como derechos civiles y políticos, feminismo, derechos de los homosexuales, derecho al aborto, roles de género y reformas de la política de drogas. Algunos vieron a la Nueva Izquierda como una reacción de oposición a anteriores movimientos marxistas y sindicales por la justicia social que se centraron en el materialismo dialéctico y la clase social, mientras que otros que utilizaron el término consideraron el movimiento como una continuación y revitalización de los objetivos izquierdistas tradicionales.
Algunos que se autoidentificaron como "Nueva Izquierda" rechazaron la participación en el movimiento obrero y la teoría histórica marxista de la lucha de clases, aunque otros gravitaron sobre sus propias formas establecidas del marxismo, como el Nuevo Movimiento Comunista (inspirado en el maoísmo) en los Estados Unidos o el K-Gruppen en el Sprachraum alemán. En los Estados Unidos, el movimiento se asoció con los movimientos de protesta contra la guerra de los campus universitarios, incluido el Movimiento por la Libertad de Expresión.

## Orígenes
Los orígenes de la Nueva Izquierda se remontan a varios factores. Uno de ellos fue la escasa respuesta del Partido Comunista de los Estados Unidos y el Partido Comunista de Gran Bretaña a la Revolución húngara de 1956, lo que llevó a algunos intelectuales marxistas a desarrollar un enfoque más democrático y a distanciarse de lo que consideraron un carácter centralizado y autoritario de los partidos de izquierda de la preguerra. Los izquierdistas que se desilusionaron de los partidos comunistas formaron lo que denominarían una "nueva izquierda", primero entre los intelectuales disidentes del Partido Comunista y los grupos universitarios en el Reino Unido, y luego junto con el radicalismo universitario en los Estados Unidos y en el bloque occidental. El término "nouvelle gauche" ya era corriente en Francia en la década de 1950, asociado con la revista France Observateur, y su editor Claude Bourdet, quien intentó formar una tercera posición, entre las tendencias dominantes estalinistas y socialdemócratas de izquierda, y los dos bloques de la guerra fría. Fue de esta "nueva izquierda" francesa que la "Primera Nueva Izquierda" de Gran Bretaña tomó prestado el término.
Al teórico germano-estadounidense Herbert Marcuse se le conoce como el "Padre de la Nueva Izquierda". Rechazó la teoría de la lucha de clases y la preocupación marxista por el trabajo. Según Leszek Kołakowski, Marcuse argumentó que, dado que "las cuestiones de la existencia material han sido resueltas, los mandatos y prohibiciones morales ya no son relevantes". Consideró la realización de la naturaleza erótica del hombre, o Eros, como la verdadera liberación de la humanidad, que inspiró las utopías de Jerry Rubin y otros. Sin embargo, Marcuse también creía que el concepto de Logos, que involucra la razón, también absorbería a Eros con el tiempo. Otro destacado pensador de la Nueva Izquierda, Ernst Bloch, creía que el socialismo sería el medio para que todos los seres humanos se volvieran inmortales y finalmente crearan a Dios. Los escritos del sociólogo C. Wright Mills, quien popularizó el término Nueva Izquierda en una carta abierta de 1960, también darían una importante inspiración al movimiento.
El historiador E. P. Thompson, en su célebre artículo «La Nueva Izquierda» (1959), caracterizó a la nueva corriente por su internacionalismo democrático centrado en las personas comunes —humanismo socialista— y por su activismo —fundamentalmente de tipo pacifista y antinuclear—, en oposición tanto al capitalismo como a la socialdemocracia y al comunismo soviético ortodoxos (la "Vieja Izquierda"). En el Reino Unido, la Nueva Izquierda experimentó gran auge entre 1956 y 1959, con órganos de expresión como The Reasoner (posteriormente The New Reasoner) y Universities and Left Review. Desde 1960 contará con la mítica revista New Left Review que, a partir de su nueva dirección desde 1962, marcaría el inicio de la segunda generación de la New Left y de su progresivo declive. Durante esta época (finales de los años 50), en Francia se adscribían a dicho movimiento el partido Unión de Izquierda Socialista o el semanario France Observateur.

## América Latina
La Nueva Izquierda en América Latina ha sido definida por Barrett, Chávez y Rodríguez-Garavito (2005) como el conjunto de partidos políticos, movimientos sociales radicales de base (como movimientos indígenas, movimientos estudiantiles, movilizaciones de trabajadores rurales sin tierra, organizaciones afrodescendientes y movimientos feministas), organizaciones guerrilleras (como las revoluciones cubana y nicaragüense) y otras organizaciones (como sindicatos, ligas campesinas y organizaciones de derechos humanos) que compusieron la izquierda entre 1959 (con el inicio de la Revolución Cubana) y 1990 (con la caída del Muro de Berlín). La relación entre los Estados Unidos y los países latinoamericanos como una forma de neocolonialismo y el neoimperialismo fue un tema central para esta izquierda.